# Cruz de navajas
«Cruz de navajas» es una canción del repertorio del grupo español de música pop Mecano compuesta íntegramente por José María Cano. Fue el segundo sencillo en ser extraído para la promoción radiofónica que se hizo del álbum Entre el cielo y el suelo (1986). Se grabó en los estudios Audiofilm, contando con el saxofonista Jorge Pardo y el percusionista Pepe Ébano. Fue publicada y estrenada en la radio como sencillo en el verano de 1986 en España, en algunos países de Latinoamérica se estrenó a partir de 1987, publicada al mercado para la venta al público en formato de vinilo únicamente. No se emitieron otros formatos de este sencillo.

## La canción
La canción fue compuesta por José María Cano. Joaquín Sabina la interpretó en El Gran Musical y la aparición reciente en la red de esta versión ha suscitado el comentario de que participó en la composición de la canción, pero no es así. Por lo que comenta José María Cano en su entrevista a El Mundo de febrero del 2019, la canción no gustó a sus dos compañeros de grupo en un comienzo.
Según cuenta el mismo José María, desde el principio este tema no le gustaba ni a Ignacio ni a Ana, y a la hora de ponerse a elegir el orden en que iban a estar las canciones dentro del álbum, esta canción estaba propuesta para que abriera la Cara B del disco, a lo que Nacho y Ana se opusieron rotundamente. Gracias a periodistas musicales como José Antonio Abellán, quien al escuchar la canción se dio cuenta del tremendo potencial que ésta tenía para las pautas musicales en la radio, apostó por ella y se atrevió a promocionarla en su programa radiofónico aun sin tener el permiso de la casa discográfica. El público alucinó al escucharla. Esto cambió definitivamente el rumbo del grupo al dispararse las ventas de "Entre el cielo y el suelo"; la discográfica ante los hechos reacciona entonces y decide publicar la canción como el segundo sencillo oficial del álbum para la promoción radiofónica y la venta al público. En la cara B del sencillo apareció "Las cosas pares".
La canción habla sobre la infidelidad. Cuenta la historia de una pareja envuelta en la monotonía y el hastío, el descuido y la falta de atención del uno en el otro, y la necesidad imperante de llenar ese vacío emocional y salir en busca de nuevas sensaciones. La canción termina trágicamente. Las tres cruces se refieren a la traición que sufre Mario a manos de su esposa María; la primera estaca, clavada en la frente, la encaja María (por eso dice la que más dolió), la segunda es la que causa la muerte de aquel, por otra estocada en el pecho a manos del amante, y la mentira de la esposa, indicando que murió al ser asaltado por dos drogadictos.
Según el conteo que realizó VH1 sobre Las 100 Grandiosas Canciones de los 80's en español, la canción ocupó el tercer puesto.
"Cruz de navajas" fue adaptada y grabada en 1989 al italiano e incluida luego en el álbum titulado "«Figlio della Luna»", titulada aquí como "Croce di lame".
Su estilo musical se podría catalogar como pop-balada, con ciertos toques de música latina y blues, aunque su autor declaró no considerarla como una balada clásica al uso, sino más bien "un bolero rítmico".

## La portada
La portada del sencillo "Cruz de navajas" sigue la estética minimalista del primer sencillo publicado de "Entre el cielo y el suelo": carátula bicromática en tonalidades sepia y negro. Se trata de una fotografía editada de Ana Torroja donde se ve casi a medio busto, vistiendo ropa de cuero. La foto fue colocada en un ángulo inclinado desde abajo hacia arriba. Ana aparece en el lado izquierdo de la portada del sencillo en una posición corporal inclinada hacia la derecha es un efecto óptico de la foto.
Hay que aclarar que al tratarse de una foto editada dicha foto proviene originalmente de otra fotografía tomada previamente y de mayor tamaño perteneciente a la sesión fotográfica realizada para "Entre el cielo y el suelo", de la cual el diseñador de la carátula decidió usar solamente la parte correspondiente al busto de Ana desechando el resto de la fotografía.
El lado derecho de la foto en la portada está ocupado por espacio vacío. Sólo aparecen allí tanto el nombre del grupo, escrito en letras minúsculas de color blanco, así como también el título de la canción (en minúsculas, pero en negro) colocadas ambas en posición vertical en sentido de abajo hacia arriba.
La tipografía o tipo de letra decorativa que se usó para el diseño de la portada del sencillo es exactamente el mismo que aparece en la portada del álbum y se trata de una modificación de la fuente tipográfica original conocida como Century Gothic.

## Lista de canciones

### Sencillo (7")

#### Lado A
- «Cruz de navajas» (5:05) (J. M. Cano).

#### Lado B
- «Las cosas pares» (2:25) (N. Cano).

## Versiones de otros artistas
«Cruz de navajas» ha sido versionada por varios artistas, entre otros la cantante cubana Celia Cruz, y el cantante dominicano Raulín Rosendo, ambos a ritmo de salsa y merengue. 
- Raulín Rosendo, versión salsa-merengue incluida en el álbum "Salsa, solamente salsa" (1991).
- Celia Cruz, versión salsa incluida en los álbumes "Azúcar negra" (© 1993) y, "Celia & Oscar son" (1993).
- Grupo Toppaz, incluida en el álbum  "Baladas a la mexicana" (1999).
- Iguana Tango, incluida en el álbum  "Colección pop" (2003).
- Fey, versión electrónica incluida en el álbum tributo a Mecano "La fuerza del destino" (2004).
- Los peces, incluida en el álbum tributo a Mecano "En tu fiesta me colé" (2005).
- Arthur Hanlon, versión instrumental a piano, del disco "Mecanomanía" (2006).
- Ana Torroja, incluida en su disco "Me cuesta tanto olvidarte" (2006).
- Bossa 4 U, en el homenaje chill out a Mecano "La fuerza del chillout" (2008).
- Joaquín Sabina, interpretación en directo, inédita en disco.
- El Flaco Elizalde (Hermano del fallecido Valentín Elizalde) incluida en el álbum "Rey sin reina". (2008)
- Riviera, incluida en su disco "Riviera Sessions". (2012)

## Posicionamiento en listas
| Lista (1986-1987)                       | Mejor posición |
| --------------------------------------- | -------------- |
| Costa Rica (EFE)                        | 1              |
| Ecuador (UPI)                           | 2              |
| España (Los 40 Principales)             | 1              |
| Estados Unidos (Billboard Hot Latin 50) | 49             |
| México (AP)                             | 1              |
| Panamá (EFE)                            | 3              |
| Perú (UPI)                              | 4              |
| Uruguay (UPI)                           | 1              |